# 2006年世界女排大獎賽

2006年世界女排大獎賽

2006年世界女排大獎賽於8月18日開始舉行，參賽隊伍為12隊，歷時四週，前三週屬分站賽事，每個分站均有四隊女子排球隊參加單循環賽事，同一週均有三個分站賽事進行，第四週是總決賽（決賽週）。（詳見分站名單及賽果）
分站賽總排名由每隊三站共9場賽事的成績決定，總決賽主辦國意大利連同其他五支分組賽總排名最高球隊將晉級總決賽爭冠軍。 意大利、巴西、俄羅斯、中國、古巴、日本將於9月6日至9月10日在雷焦卡拉布利亞爭逐錦標。

## 參賽資格
- 總決賽主辦國：
  -  義大利

- 歐洲區（歐洲區世界女排大獎賽外圍賽前三名）:
  -  阿塞拜疆
  -  俄羅斯－1997年、1999年、2002年冠軍
  -  波蘭

- 亞洲區（國際排聯亞洲區排名前四名）:
  -  中國－2003年冠軍
  -  日本
  -  南韓
  -  泰國

- 美洲區（女子泛美盃前四名）:
  -  古巴－1993年、2000年冠軍
  -  美國－1995年、2001年冠軍
  -  多明尼加共和國
  -  巴西－1994年、1996年、1998年、2004年、2005年冠軍

## 計分方法
- 每個分站均有四隊女子排球隊參賽，每場比賽以五盤三勝制作賽，勝方得2分積分，負方得1分積分，而棄權或被取消資格一方則得0分積分，先以每隊在三站共得的總積分作排名。

- 根據一般排球規則，採取直接得分（點）制，前四盤採取25分（點）制，最後一盤採取15分（點）制。

- 若總積分相同者，再以總得失點比例作排名；總得失點比例相同者，再以總得失盤數比例作排名。

- 總排名作為晉級意大利總決賽的依據，主辦國意大利連同其他五支分組賽總排名最高球隊將晉級總決賽爭冠軍。

## 總決賽（決賽週）
- 2006年總決賽跟隨2004年的賽制，決賽週最後6強分開2組，每組3隊以單循環形式爭逐2個半决赛席位，四強再以交叉淘汰賽形式決出冠、亞、季、殿軍，另有第五名遺材賽。

- 分組名單如下 :
  - A組：  中國、 古巴、 義大利
  - B組：  巴西、 俄羅斯、 日本

## 分站名單及賽果

### 第一週（8月18日－20日）

#### Pool A - 日本東京站：日本、古巴、巴西、南韓
主場館： 東京有明競技場
- 1. 巴西 3-0 南韓 (25-14, 25-17, 25-14)
- 2. 古巴 0-3 日本 (27-29, 18-25, 17-25)
- 3. 古巴 1-3 巴西 (19-25, 27-25, 20-25, 21-25)
- 4. 南韓 0-3 日本 (20-25, 20-25, 17-25)
- 5. 古巴 3-0 南韓 (25-23, 25-20, 25-23)
- 6. 巴西 3-0 日本 (25-22, 25-16, 25-20)

#### Pool B - 中國香港站：中國、俄羅斯、泰國、阿塞拜疆
主場館： 香港體育館
- 7. 俄羅斯 3-2 阿塞拜疆 (22-25, 21-25, 27-25, 25-23, 15-7)
- 8. 中國 3-0 泰國 (25-20, 25-19, 25-22)
- 9. 俄羅斯 3-1 泰國 (25-17, 25-15, 26-28, 25-19)
- 10. 中國 3-2 阿塞拜疆 (21-25, 25-23, 22-25, 25-21, 15-13)
- 11. 阿塞拜疆 3-2 泰國 (20-25, 22-25, 25-19, 25-20, 16-14)
- 12. 中國 3-0 俄羅斯 (25-15, 25-23, 25-21)

#### Pool C - 波蘭比得哥什站：波蘭、美國、意大利、多明尼加共和國
主場館： Lucniczka 體育館
- 13. 美國 2-3 多明尼加共和國 (25-21, 23-25, 25-19, 25-27, 8-15)
- 14. 波蘭 0-3 意大利 (23-25, 18-25, 21-25)
- 15. 意大利 3-0 多明尼加共和國 (25-17, 25-17, 25-18)
- 16. 波蘭 1-3 美國 (24-26, 22-25, 25-18, 21-25)
- 17. 意大利 3-1 美國 (25-21, 27-25, 18-25, 25-17)
- 18. 波蘭 1-3 多明尼加共和國 (23-25, 20-25, 30-28, 17-25)

### 第二週（8月25日－27日）

#### Pool D - 中國澳門站：中國、巴西、美國、多明尼加共和國
主場館： 澳門綜藝館
- 19. 巴西 3-2 多明尼加共和國 (25-14, 22-25, 20-25, 25-17, 15-8)
- 20. 中國 3-2 美國 (25-27, 25-22, 25-22, 20-25, 16-14)
- 21. 巴西 3-1 美國 (29-27, 25-22, 23-25, 25-21)
- 22. 中國 3-1 多明尼加共和國 (25-22, 25-20, 20-25, 25-22)
- 23. 美國 3-1 多明尼加共和國 (25-22, 22-25, 26-24, 25-16)
- 24. 中國 0-3 巴西 (22-25, 19-25, 17-25)

#### Pool E - 南韓首爾站：南韓、俄羅斯、波蘭、日本
主場館： 首爾暨室體育館
- 25. 南韓 1-3 俄羅斯 (15-25, 18-25, 25-20, 20-25)
- 26. 波蘭 0-3 日本 (18-25, 24-26, 18-25)
- 27. 俄羅斯 3-2 波蘭 (25-16, 28-30, 25-16, 24-26, 15-6)
- 28. 南韓 0-3 日本 (22-25, 15-25, 19-25)
- 29. 南韓 3-2 波蘭 (23-25, 25-10, 19-25, 25-22, 15-9)
- 30. 俄羅斯 3-0 日本 (25-23, 25-17, 25-21)

#### Pool F -中華台北站：意大利、古巴、泰國、阿塞拜疆
主場館： 台北台北市立體育館(白館)
- 31. 意大利 3-2 阿塞拜疆 (25-18, 25-20, 22-25, 23-25, 15-11)
- 32. 泰國 0-3 古巴 (23-25, 21-25, 17-25)
- 33. 古巴 3-2 阿塞拜疆 (22-25, 26-24, 21-25, 25-21, 15-12)
- 34. 泰國 1-3 意大利 (25-23, 20-25, 23-25, 20-25)
- 35. 古巴 3-1 意大利 (25-22, 25-23, 20-25, 25-18)
- 36. 阿塞拜疆 2-3 泰國 (21-25, 25-18, 25-17, 23-25, 10-15)

### 第三週（9月1日－3日）

#### Pool G - 中國寧波站：中國、古巴、波蘭、阿塞拜疆
主場館： 寧波北侖體藝中心
- 37. 古巴 3-2 波蘭 (18-25, 25-27, 25-15, 25-16, 15-9)
- 38. 中國 3-1 阿塞拜疆 (25-18, 25-20, 19-25, 26-24)
- 39. 古巴 3-0 阿塞拜疆 (25-18, 25-21, 28-26)
- 40. 中國 3-0 波蘭 (25-22, 25-15, 25-14)
- 41. 波蘭 3-2 阿塞拜疆 (25-21, 25-21, 19-25, 22-25, 15-13)
- 42. 中國 3-0 古巴 (25-19, 25-23, 25-19)

#### Pool H - 泰國曼谷站：俄羅斯、南韓、美國、泰國
主場館： 曼谷 Nimiboot 體育館
- 43. 俄羅斯 3-2 南韓 (21-25, 25-22, 25-20, 21-25, 15-7)
- 44. 泰國 0-3 美國 (27-29, 15-25, 25-27)
- 45. 南韓 1-3 美國 (25-12, 16-25, 27-29, 16-25)
- 46. 俄羅斯 3-0 泰國 (25-19, 25-20, 27-25)
- 47. 美國 2-3 俄羅斯 (22-25, 25-20, 11-25, 23-25)
- 48. 泰國 0-3 南韓 (27-29, 18-25, 22-25)

#### Pool I - 日本岡山站：意大利、巴西、多明尼加共和國、日本
主場館： 岡山縣陸上競技場（桃太郎 Arena）
- 49. 巴西 3-0 意大利 (25-22, 25-22, 30-28)
- 50. 多明尼加共和國 2-3 日本 (16-25, 25-18, 16-25, 25-15, 14-16)
- 51. 巴西 3-0 多明尼加共和國 (25-22, 25-22, 26-24)
- 52. 意大利 3-0 日本 (25-18, 25-19, 25-23)
- 53. 多明尼加共和國 0-3 意大利 (13-25, 19-25, 16-25)
- 54. 巴西 3-0 日本 (25-21, 25-21, 25-18)

### 第四週（9月6日－10日）

#### 總決賽 - 意大利雷焦卡拉布利亞站：意大利 + 其他五支分組賽總排名最高球隊
主場館：
- 入圍隊伍：  義大利、 巴西、 俄羅斯、 中國、 古巴、 日本

- - 55. B組： 巴西 3-0 俄羅斯 (25-15, 25-19, 25-22)
  - 56. A組： 中國 3-1 古巴 (25-19, 21-25, 25-23, 25-16)
  - 57. B組： 俄羅斯 3-0 日本 (25-15, 25-22, 29-27)
  - 58. A組： 古巴 - 意大利 (26-24, 19-25, 25-23, 25-23)
  - 59. B組： 日本 1-3 巴西 (25-23, 22-25, 16-25, 17-25)
  - 60. A組： 意大利 3-0 中國 (25-17, 25-17, 25-14)

| 名次 | A組隊伍 | 勝-負（積分） | 得-失分（點）（比率） | 得-失局（比率） |
| ---- | ------- | ------------- | --------------------- | --------------- |
| 1    | 義大利  | 1-1 (3)       | 170-143 (1.189)       | 4-3 (1.333)     |
| 2    | 古巴    | 1-1 (3)       | 178-191 (0.932)       | 4-4 (1.000)     |
| 3    | 中國    | 1-1 (3)       | 144-158 (0.911)       | 3-4 (0.750)     |

| 名次 | B組隊伍 | 勝-負（積分） | 得-失分（點）（比率） | 得-失局（比率） |
| ---- | ------- | ------------- | --------------------- | --------------- |
| 1    | 巴西    | 2-0 (4)       | 173-136 (1.272)       | 6-1 (6.000)     |
| 2    | 俄羅斯  | 1-1 (3)       | 135-139 (0.971)       | 3-3 (1.000)     |
| 3    | 日本    | 0-2 (2)       | 144-177 (0.814)       | 1-6 (0.167)     |

- - 61. 第五名戰： 中國 - 日本 (25-20, 25-13, 25-18)
  - 62. 準決賽： 古巴 - 巴西 (20-25, 15-25, 18-25)
  - 63. 準決賽： 意大利 2-3 俄羅斯 (25-21, 25-23, 23-25, 15-25, 10-15)
  - 64. 季軍戰： 意大利 - 古巴 (25-17, 25-15, 23-25, 23-25, 15-11)
  - 65. 冠軍戰： 俄羅斯 - 巴西 (20-25, 20-25, 25-23, 17-25)

- 參考資料 - 意大利總決賽官方網站

## 排名

### 分站總排名
| 名次 | 隊伍           | 勝-負（積分） | 得-失分（點）（比率） | 得-失局（比率） |
| ---- | -------------- | ------------- | --------------------- | --------------- |
| 1    | 巴西           | 9-0 (18)      | 765-632 (1.210)       | 27-4 (6.750)    |
| 2    | 俄羅斯         | 8-1 (17)      | 836-736 (1.136)       | 24-12 (2.000)   |
| 3    | 中國           | 8-1 (17)      | 767-700 (1.096)       | 24-9 (2.667)    |
| 4    | 義大利         | 7-2 (16)      | 763-672 (1.135)       | 22-10 (2.200)   |
| 5    | 古巴           | 6-3 (15)      | 750-733 (1.023)       | 19-14 (1.357)   |
| 6    | 日本           | 5-4 (14)      | 643-631 (1.019)       | 15-14 (1.071)   |
| 7    | 美國           | 4-5 (13)      | 844-840 (1.005)       | 19-18 (1.056)   |
| 8    | 多明尼加共和國 | 2-7 (11)      | 739-821 (0.900)       | 12-24 (0.500)   |
| 9    | 南韓           | 2-7 (11)      | 671-751 (0.893)       | 10-23 (0.435)   |
| 10   | 阿塞拜疆       | 1-8 (10)      | 887-919 (0.965)       | 16-26 (0.615)   |
| 11   | 泰國           | 1-8 (10)      | 690-798 (0.865)       | 7-26 (0.269)    |
| 12   | 波蘭           | 1-8 (10)      | 738-860 (0.858)       | 11-26 (0.423)   |

資料來源（页面存档备份，存于）

### 分站及總決賽三甲
| Pool   | 分站                 | 參賽 隊數 | 冠軍   | 亞軍           | 季軍     |
| ------ | -------------------- | --------- | ------ | -------------- | -------- |
| A      | 日本東京             | 4         | 巴西   | 日本           | 古巴     |
| B      | 中國香港             | 4         | 中國   | 俄羅斯         | 阿塞拜疆 |
| C      | 波蘭比得哥什         | 4         | 義大利 | 多明尼加共和國 | 美國     |
| D      | 中國澳門             | 4         | 巴西   | 中國           | 美國     |
| E      | 南韓首爾             | 4         | 俄羅斯 | 日本           | 南韓     |
| F      | 中華台北             | 4         | 古巴   | 義大利         | 泰國     |
| G      | 中國寧波             | 4         | 中國   | 古巴           | 波蘭     |
| H      | 泰國曼谷             | 4         | 俄羅斯 | 美國           | 南韓     |
| I      | 日本岡山             | 4         | 巴西   | 義大利         | 日本     |
| 總決賽 | 義大利雷焦卡拉布利亞 | 6         | 巴西   | 俄羅斯         | 義大利   |

## 總決賽參賽陣容

### 中國女排
- 領隊： 陳忠和

- 隊員：
  - 二傳 - 02. 馮坤、12. 宋妮娜
  - 接應二傳 - 06. 李珊、07. 周蘇紅
  - 主攻 - 01. 王一梅、03. 楊昊、05. 楚金玲、11. 李娟
  - 副攻 - 04. 劉亞男、10. 薛明、17. 徐雲麗
  - 自由人 - 16. 張娜

### 古巴女排
- 領隊：卡迪朗

- 隊員：
  - 二傳 - 02. 亚内莉丝·桑托斯，06. Daimi Ramirez Echevarria，11. 利亚娜·梅萨
  - 主攻 - 01. Yumilka Ruiz Luaces，08. 亚伊玛·奥尔蒂斯，12. Rosir Calderon Diaz，14. Kenta Carcases Opon
  - 副攻 - 03. Nancy Carrillo de la Paz，04. Yenisey Gonzalez Diaz
  - 自由人 - 07. Lisbet Arredondo Reyes

### 俄羅斯女排
- 領隊： Caprara Giovanni

- 隊員：
  - 二傳 - 12. Marina Sheshenina，18. Marina Akulova
  - 接應二傳 - 06. Elena Godina，11. Ekaterina Gamova
  - 主攻 - 05. Lioubov Shashkova，07. Natalia Safronova，17. Natalia Kulikova
  - 副攻 - 01. Maria Borodakova，02. Olga Zhitova，04. Olga Bruntseva，16. Yulia Merkulova
  - 自由人 - 09. Svetlana Kryuchkova

### 巴西女排
- 領隊： José Roberto Guimarães

- 隊員：
  - 二傳 - 02. Carolina Albuquerque (Carol)，07. 弗法奥
  - 接應二傳 - 13. Sheilla Castro，17. Renata Colombo
  - 主攻 - 03. Marianne Steinbrecher，08. Valeska Menezes (Valeskinha)，10. Welissa Gonzaga (Sassá)，12. Jaqueline Carvalho
  - 副攻 - 01. Walewska Oliveira，05. 卡洛·蓋塔茲，09. Fabiana Claudino
  - 自由人 - 15. Arlene Xavier

### 意大利女排
- 領隊： Marco Bonitta

- 隊員：
  - 二傳 - 10. Stefania Dall'Igna，14. 埃莱奥诺拉·洛比安科
  - 接應二傳 - 03. 埃莉萨·托古特，09. 纳迪娅·琴托尼
  - 主攻 - 02. 西蒙娜·里涅里，06. Valentina Fiorin，12. 法蘭西絲卡·碧仙里妮
  - 副攻 - 05. 萨拉·安扎内洛，07. 马丁娜·圭吉，08. 保拉·帕吉
  - 自由人／特殊防守人 - 15. 安东内拉·德尔科雷，18. 莫妮卡·德真纳罗

### 日本女排
- 領隊： 柳本晶一

- 隊員：
  - 二傳 - 03. 竹下佳江、10. 高橋翠
  - 接應二傳 - 14. 小山修加、15. 落合真理
  - 主攻 - 02. 大山加奈、05. 秀野美雪、12. 木村沙織
  - 副攻 - 07. 寶來真紀子、09. 杉山祥子、11. 荒木繪里香、17. 石川友紀
  - 自由人 - 06. 菅山熏

## 外部連結
- FIVB－2006年世界女排大獎賽官方網站（页面存档备份，存于）
- 網易體育－2006年世界女排大獎賽報導
- 搜狐體育－2006年世界女排大獎賽報導
- 新浪體育 - 世界女排大獎賽報導（页面存档备份，存于）
- 中國國家女子排球網－2006年世界女排大獎賽[永久]